# Mete Binay
Mete Binay (Tokat, Turquía, 19 de enero de 1985) es un levantador de pesas turco, que en la categoría de hasta 69 kg consiguió ser campeón mundial en 2010.

## Carrera deportiva
En el Campeonato Mundial de 2010 celebrado en Antalya (Turquía) ganó la medalla de oro en menos de 69 kg levantando un total de 335 kg, por delante del ruso Armen Ghazaryan (plata con 329 kg) y del indonesio Triyatno (bronce con 324 kg).